# 오를레아네

오를레아네 공작령의 범위 (1789년 기준 지도)

오를레아네(프랑스어: Orléanais)는 프랑스의 옛 프로뱅스(province)이다. 1344년 필리프 6세가 차남 필리프 드 발루아를 위해 여러 백작령과 도시를 합하여 오를레앙 공작령으로 만들며 형성되었고, 르네상스 시대에 프로뱅스로 바뀌었다. 프랑스 혁명 이후 1791년 5개의 데파르트망으로 해체되었다.

## 같이 보기
- 오를레앙
- 상트르발드루아르